# Paul Machemehl
Paul Machemehl (* 22. Juni 1845 in Austin County, Texas; † 22. Januar 1932 ebenda) war ein deutsch-texanischer Kriegsdienstverweigerer während des Sezessionskrieges.

## Leben

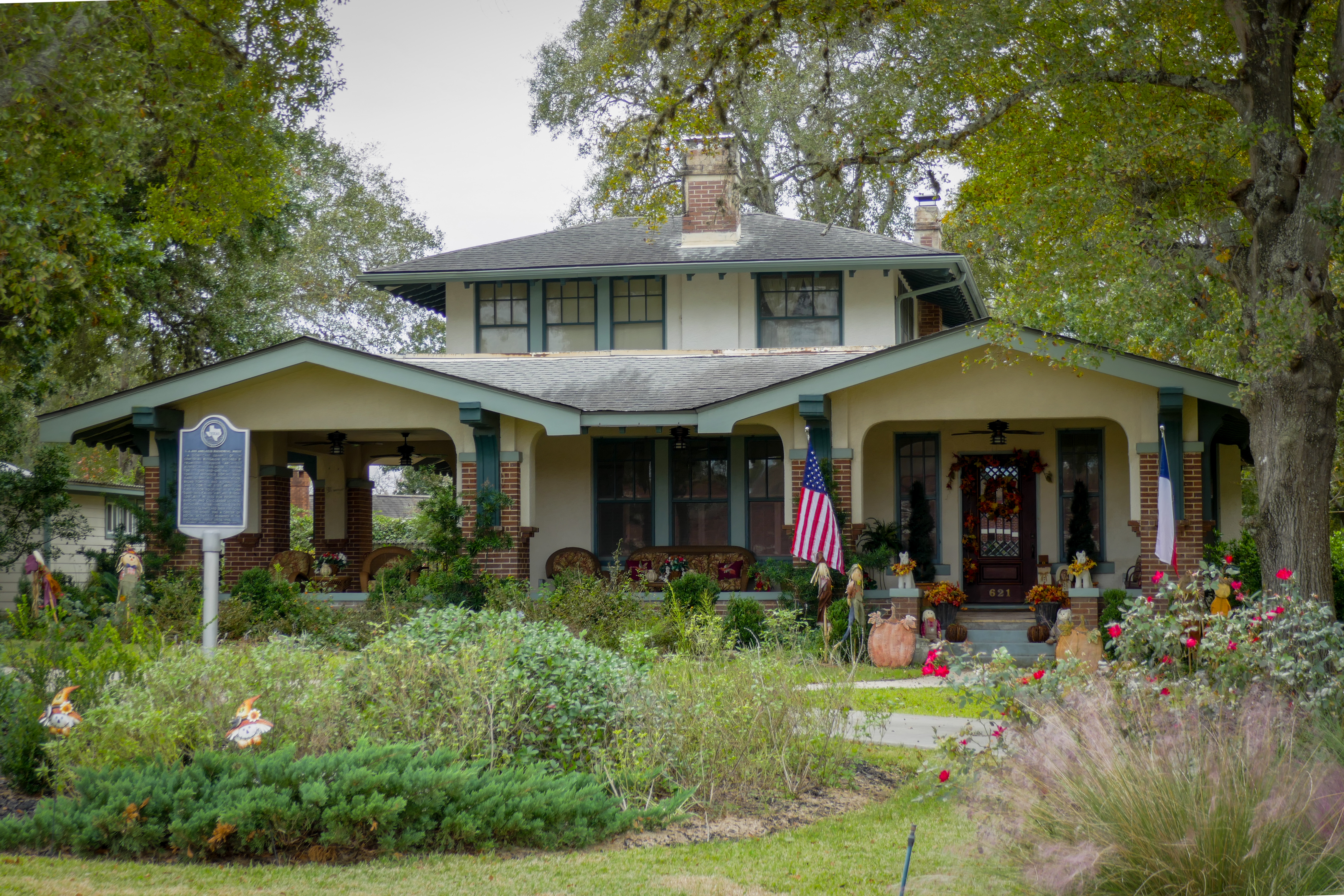
Das 1920 erbaute Machemehl-Haus in Bellville

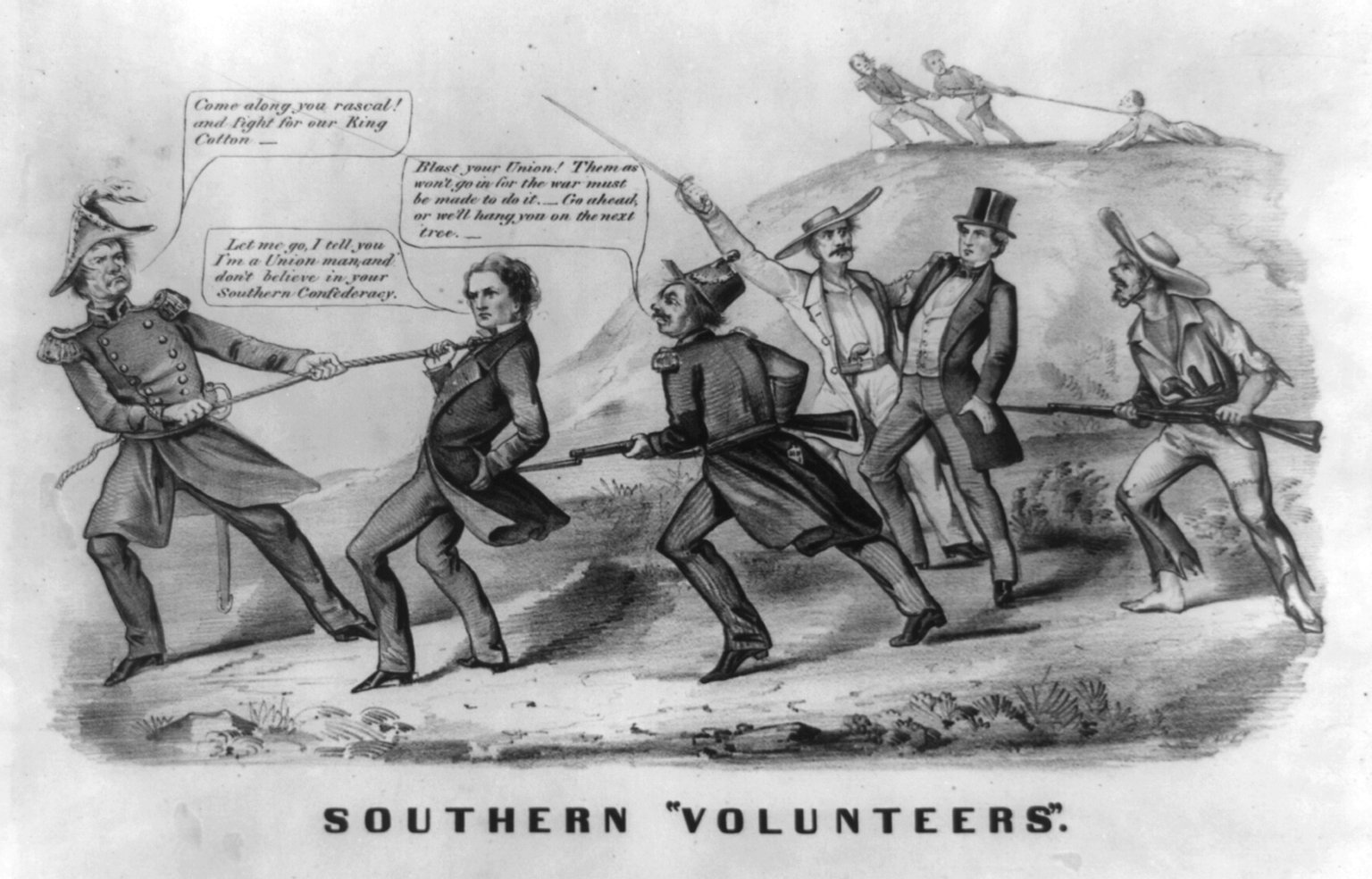
Karikatur auf die Zwangsrekrutierung deutscher Siedler durch die Konföderierten (1862)

Paul war ein Sohn des aus Deutschland stammenden Försters Johann Machemehl (1816–1880) und dessen Ehefrau Henrietta (1814–1850). 
Die Familie wanderte nach Texas aus und wurde dort sesshaft.
Paul Machemehl führte die Flucht vieler Deutsch-Texaner nach Mexiko an, die sich während des Sezessionskrieges der Zwangsrekrutierung in die Armee der Konföderation entziehen wollten.
Er war verheiratet mit Hermine Brune (1856–1936). Sein Sohn Louis A. Machemehl (1881–1952) war ein deutsch-texanischer Bürgerführer und bekannter Farmer und Viehhändler. Er war verheiratet mit Adelheid Reichardt (1882–1949).